# کندر، پاکستان
کندر (به انگلیسی: Kandar) یک منطقهٔ مسکونی در پاکستان است که در خیبر پختونخوا واقع شده‌است. کندر ۱٬۲۰۹ متر بالاتر از سطح دریا واقع شده‌است.